# Jame in jamarstvo v Triglavskem narodnem parku
Jame in jamarstvo v Triglavskem narodnem parku opisuje jamarstvo v Triglavskem narodnem parku. Visokogorske jame nudijo obilo informacij o hidrologiji in geomorfološkem razvoju površja. Jamski mehanski in kemični sedimenti nosijo zapise o času pomembnih dogajanj v jamah in na površju.
V parku je kar 637 od 8500 jam, kolikor jih je skupaj v slovenskem katastru jam Jamarske zveze Slovenije. Povprečna globina jame v parku je 44 m,  povprečna dolžina pa 138 m . 

## Nastanek podzemlja v parku
Večji del parka sodi v nariv Julijskih Alp, ki ga v veliki meri sestavljajo zgornjetriasni apnenci in dolomiti. To so kamnine podvržene zakrasevanju. Krasu pa pripada tudi podzemlje. 
Številni ostanki paleokrasa govorijo o zakrasevanju v času med sedimentacijskimi cikli. Faza zakrasevanja, ki je za jamarje najbolj zanimiva, se je začela z dvigovanjem Alp,  ko so se vzpostavili pogoji za razvoj velikih kraških kanalov. Prvotni jamski spleti so se oblikovali v povsem drugačnih hidravličnih pogojih kot vladajo danes. Pozneje so  zaradi tektonike in vrezovanja dolin razpadli na posamezne segmente in »obviseli« v kraškem masivu. Na njih naletimo tam, kjer jih sekajo mlajša vadozna brezna (stalno suha cona, vrhnja hidrografska cona, kjer se padavinska voda pretežno navzdol premika in se obdobno in lokalno zbira v vodne curke), ki so najbolj tipičen in pogost tip jam v alpskem krasu. Nastanku teh so botrovale pleistocenske poledenitve - voda z ledenikov alpskih kraških planot se je in se še v veliki meri odvaja skozi kraške masive. Rezultat so tipična stopnjasta brezna, prekinjena s krajšimi horizontalnimi odseki – meandri. V parku so kar štiri take jame, ki presegajo globino enega kilometra. 
Ledeniki, podobno kot nekraške kamnine, omogočajo koncentriran dotok vode v kras in s tem nastanek velikih jam. Led tudi neposredno oblikuje in preoblikuje jame; v visokogorskih breznih še vedno naletimo na velike količine ledu, ki ponekod zapira celoten presek brezen. Zelo verjetno so bila  brezna v ledenih dobah povsem zapolnjena z ledom. Mnoge jame z velikimi vhodnimi brezni so tudi do globine nekaj sto metrov močno preoblikovana z ledom. 
V parku so tudi jame, ki po tipologiji in nastanku niso tipično »alpske«; taki  sta npr. Gorjanska jama nad Raduho in Brezno pri Medvedovi konti na Pokljuki, v katerem je največja dvorana v Sloveniji.

## Jamarstvo

### Prva raziskovanja
Jame v Julijcih že dolgo let privlačijo raziskovalce. Zlatico, jamo med Pršivcem in planino Ovčarija so raziskali že leta 1925 in se ponaša s katastrsko številko 1. 
V alpskih jamah največkrat naletimo na vertikalna brezna, ki so močno omejevala doseg raziskovalcev v pionirskih časih. Kljub temu so še iz časov pred vrvno tehniko znane številne raziskave visokogorskih brezen, tudi takih z velikimi vertikalami.

### Pedeseta leta
V petdesetih letih so organizirali prve močne vseslovenske in mednarodne odprave. Znana je odmevna odprava v Triglavsko brezno (tudi Brezno pod Glavo) leta 1961, ko so z uporabo »klasičnih« tehnik jamarji dosegli globino 274 m. To ni rekorden, ampak glede na pogoje v jami zavidanja vreden dosežek. Tudi številna brezna na Kaninu so raziskali še v času pred vrvno tehniko. 

### Sedemdeseta leta in kasneje
Posebno mesto v zgodovini jamarskih raziskav v parku ima Pološka jama nad dolino Tolminke. Jama je dolga 10800 m in globoka 704 m. Še vedno je peta na lestvici dolžin in deseta na lestvici globin slovenskih jam. Jamo so v začetku sedemdesetih let skoraj v celoti raziskali navzgor in je dolga leta veljala za »najvišjo« jamo na svetu.  V sedemdesetih letih so intenzivno raziskovali tudi na območju Pršivca, kjer so v Breznu pod gamsovo glavico dosegli globino 776 m, takratni jugoslovanski rekord. To je tudi obdobje uvajanja vrvne tehnike, ki vertikale spremeni v »lahko premagljive« dele jame. 
V okolici Pršivca je bilo v 70-tih in  80. letih raziskano kar pet jam globokih preko 400 m. Najgloblji je še vedno 819 m globok sistem Botrove jame in Brezna pri gamsovi glavici. V 80-tih so ponovno začeli intenzivne raziskave na Kaninskih in Rombonskih podih. Na slednjih so Italijanski jamarji v letih 87-89 raziskali našo prvo jamo globljo od kilometra, Črnelsko brezno. Ista ekipa je v začetku 90-tih raziskala tudi našo najglobljo jamo Čehi II., tedaj globoko 1360 m. Jamo so  leta 2002 poglobili slovenski jamarji na 1533 m. 
Na Rombonskih podih je tudi prva čisto slovenska tisočmeterska jama Vandima, kjer so jamarji kilometrsko znamko prestopili leta 1993, končno globino 1182 m pa dosegli leta 1994. 
Izrednega pomena so tudi raziskave v sistemu MIG na območju Tolminskega Migovca, kjer so angleški in slovenski jamarji več jam povezali v 11300 m dolg in 970 m globok splet.